# Perry McGillivray
Perry McGillivray (Chicago, 5 agosto 1893 – Maywood, 27 luglio 1944) è stato un nuotatore, pallanuotista e allenatore di pallanuoto statunitense.

## Carriera
Ha partecipato come nuotatore ai Giochi di Stoccolma 1912 e di Anversa 1920, dove ha vinto rispettivamente 1 oro e 1 bronzo, mentre come pallanuotista, solamente ai Giochi di Anversa 1920.
Sempre nella pallanuoto, ha allenato gli Stati Uniti ai Giochi di Amsterdam 1928.

## Palmarès

### Olimpiadi
- Oro a Anversa 1920 nella staffetta 4x200 metri stile libero.
- Bronzo a Stoccolma 1912 nella staffetta 4x200 metri stile libero.